# Mangunreja (Pulo Ampel)
Mangunreja is een bestuurslaag in het regentschap Serang van de provincie Banten, Indonesië. Mangunreja telt 2940 inwoners (volkstelling 2010).